# جام باشگاه‌های اروپا ۸۵–۱۹۸۴
جام باشگاه‌های اروپا ۸۵–۱۹۸۴، سی‌امین فصل رقابت‌های فوتبال جام باشگاه‌های اروپا بود. در بازی نهایی یوونتوس در یک بازی نزدیک برابر لیورپول با نتیجهٔ ۱–۰ به پیروزی رسید و برای نخستین بار قهرمان جام باشگاه‌های اروپا شد. با این قهرمانی، آنها تبدیل به نخستین باشگاهی شدند که موفق به کسب هر سه جام بزرگ اروپا (لیگ قهرمانان اروپا/جام باشگاه‌های اروپا، لیگ اروپا/ جام یوفا، و جام در جام اروپا) شده و همچنین در کمترین زمان ممکن (۸ سال) به این جایگاه رسیدند.
فینال این دوره از رقابت‌ها تحت تأثیر فاجعه ورزشگاه هیسل برگزار شد. پس از این فاجعه، باشگاه‌های انگلیسی به مدت ۵ سال از حضور در هرگونه رقابت اروپایی محروم شدند. به این ترتیب، دوره موفقیت بزرگ باشگاه‌های انگلیسی که از سال ۱۹۷۷ آغاز شده بود، و طی آن دوره سه باشگاه انگلیسی موفق به حضور در ۶ فینال پیاپی و پیروزی در ۷ فینال شده بودند، به پایان رسید. از آن زمان تا سال ۱۹۹۹ که منچستر یونایتد موفق به کسب پیروزی ۲–۱ برابر بایرن مونیخ شد، هیچ باشگاه انگلیسی نتوانست در این رقابت‌ها به قهرمانی برسد.

## مرحله اول
| تیم ۱            | نتیجه‌نهایی  | تیم ۲                | بازی رفت | بازی برگشت |
| ---------------- | ----------- | -------------------- | -------- | ---------- |
| ایلوز            | ۱–۶         | یوونتوس              | ۰–۴      | ۱–۲        |
| گراس‌هاپر زوریخ   | ۴–۳         | بداپست هوونود        | ۳–۱      | ۱–۲        |
| وولرنگا          | ۳–۵         | اسپارتا پراگ         | ۳–۳      | ۰–۲        |
| الباسانی         | ۰–۶         | لینگبی               | ۰–۳      | ۰–۳        |
| بوردو            | ۳–۲         | اتلتیک بیلبائو       | ۳–۲      | ۰–۰        |
| دینامو بخارست    | ۵–۳         | اومانیا              | ۴–۱      | ۱–۲        |
| لفسکی صوفیه      | ۳–۳ (گ.ز.)  | اشتوتگارت            | ۱–۱      | ۲–۲        |
| ترابوزان         | ۱–۳         | دنیپرو دنیپروپتروفسک | ۱–۰      | ۰–۳        |
| آبردین           | ۳–۳ (۴–۵پ.) | بی‌اف‌سی دینامو        | ۲–۱      | ۱–۲        |
| آستریا وین       | ۸–۰         | والتا                | ۴–۰      | ۴–۰        |
| لخ پوزنان        | ۰–۵         | لیورپول              | ۰–۱      | ۰–۴        |
| ستاره سرخ بلگراد | ۳–۴         | بنفیکا               | ۳–۲      | ۰–۲        |
| آونیر بیگن       | ۰–۱۷        | گوتنبرگ              | ۰–۸      | ۰–۹        |
| آکرانس           | ۲–۷         | بورین                | ۲–۲      | ۰–۵        |
| فاینورد          | ۱–۲         | پاناتینایکوس         | ۰–۰      | ۱–۲        |
| لینفیلد          | ۱–۱ (گ.ز.)  | شامروک روورز         | ۰–۰      | ۱–۱        |

## مرحله دوم
| تیم ۱         | نتیجه‌نهایی | تیم ۲                | بازی رفت | بازی برگشت |
| ------------- | ---------- | -------------------- | -------- | ---------- |
| یوونتوس       | ۶–۲        | گراس‌هاپر زوریخ       | ۲–۰      | ۴–۲        |
| اسپارتا پراگ  | ۲–۱        | لینگبی               | ۰–۰      | ۲–۱        |
| بوردو         | ۲–۱        | دینامو بخارست        | ۱–۰      | ۱–۱        |
| لفسکی صوفیه   | ۳–۳ (گ.ز.) | دنیپرو دنیپروپتروفسک | ۳–۱      | ۰–۲        |
| بی‌اف‌سی دینامو | ۴–۵        | آستریا وین           | ۳–۳      | ۱–۲        |
| لیورپول       | ۳–۲        | بنفیکا               | ۳–۱      | ۰–۱        |
| گوتنبرگ       | ۲–۲(گ.ز.)  | بورین                | ۱–۰      | ۱–۲        |
| پاناتینایکوس  | ۵–۴        | لینفیلد              | ۲–۱      | ۳–۳        |

## یک چهارم نهایی
| تیم ۱      | نتیجه‌نهایی  | تیم ۲                | بازی رفت | بازی برگشت |
| ---------- | ----------- | -------------------- | -------- | ---------- |
| یوونتوس    | ۳–۱         | اسپارتا پراگ         | ۳–۰      | ۰–۱        |
| بوردو      | ۲–۲ (۵–۳پ.) | دنیپرو دنیپروپتروفسک | ۱–۱      | ۱–۱        |
| آستریا وین | ۲–۵         | لیورپول              | ۱–۱      | ۱–۴        |
| گوتنبرگ    | ۲–۳         | پاناتینایکوس         | ۰–۱      | ۲–۲        |

## نیمه نهایی
| تیم ۱   | نتیجه‌نهایی | تیم ۲        | بازی رفت | بازی برگشت |
| ------- | ---------- | ------------ | -------- | ---------- |
| یوونتوس | ۳–۲        | بوردو        | ۳–۰      | ۰–۲        |
| لیورپول | ۵–۰        | پاناتینایکوس | ۴–۰      | ۱–۰        |

## فینال
| یوونتوس          | ۱–۰   | لیورپول |
| ---------------- | ----- | ------- |
| پلاتینی ۵۸' (پ.) | گزارش |         |

## قهرمان
| قهرمان جام باشگاه های اروپا ٨۵-١٩٨۴ |
| ----------------------------------- |
| یوونتوس                             |
| اولین قهرمانی                       |

## بهترین گلزنان
بهترین گلزنان جام باشگاه‌های اروپا ۸۴–۱۹۸۳ به شرح زیر است:
| رتبه | نام                  | تیم              | تعداد گل |
| ---- | -------------------- | ---------------- | -------- |
| ۱    | توربیون نیلسون       | گوتبورگ          | ۷        |
| ۱    | میشل پلاتینی         | یوونتوس          | ۷        |
| ۳    | پائولو روسی          | یوونتوس          | ۵        |
| ۳    | ایان راش             | لیورپول          | ۵        |
| ۳    | جان وارک             | لیورپول          | ۵        |
| ۶    | Massimo Briaschi     | یوونتوس          | ۳        |
| ۶    | Jerry Carlsson       | گوتبورگ          | ۳        |
| ۶    | Stig Fredriksson     | گوتبورگ          | ۳        |
| ۶    | Rajko Janjanin       | ستاره سرخ بلگراد | ۳        |
| ۶    | برنارد لاکومب        | بوردو            | ۳        |
| ۶    | Hennadiy Lytovchenko | دنیپرو           | ۳        |
| ۶    | دیتر مولر            | بوردو            | ۳        |
| ۶    | Stefan Pettersson    | گوتبورگ          | ۳        |
| ۶    | تونی پولستر          | آستریا وین       | ۳        |
| ۶    | هربرت پروهاسکا       | آستریا وین       | ۳        |
| ۶    | دیمیتری ساراواکش     | پاناتینایکوس     | ۳        |
| ۶    | آندریاس توم          | بی‌اف‌سی دینامو    | ۳        |
| ۶    | پل والش              | لیورپول          | ۳        |